# テリー・ドイル
ジョン・テレンス・ドイル（John Terence Doyle , 1985年11月2日 - ）は、アメリカ合衆国マサチューセッツ州コンコード出身の元プロ野球選手（投手）。

## 経歴

### プロ入りとホワイトソックス傘下時代
2007年のMLBドラフトで、ロサンゼルス・ドジャースから21巡目（全体656位）で指名を受けたが、入団しなかった。
2008年のMLBドラフトで、シカゴ・ホワイトソックスから37巡目（全体1110位）で指名を受け入団。ルーキー級ブリストル・ホワイトソックスで中継ぎとしてデビュー。
2009年以降は先発として起用され、2011年はA+級ウィンストン・セーラム・ダッシュとAA級バーミングハム・バロンズ合計で8勝10敗、防御率3.07の成績を残した。
2011年オフにルール5ドラフトでミネソタ・ツインズに移籍するも、2012年のスプリングトレーニングでメジャー40人枠に残れずホワイトソックスに返還され、AAA級シャーロット・ナイツでプレー。6月まで12試合に登板し、6勝3敗、防御率2.83の成績を残した。

### ソフトバンク時代
2012年6月14日に福岡ソフトバンクホークスが獲得を表明した。背番号はこのシーズン途中に退団となったブラッド・ペニーが着用していた「31」。7月16日の対オリックス戦に来日初登板で初先発し、5回82球5奪三振1失点と好投、初勝利を飾った。だが次第にコントロールが定まらなくなる試合が続き、結局この年は初登板で上げた1勝のみに終わる。シーズン終了後の10月25日に退団が発表され、11月1日付で自由契約となった。

### ソフトバンク退団後
2012年11月9日にボストン・レッドソックスとマイナー契約を結んだ。
2013年はレッドソックス、2014年はシカゴ・ホワイトソックスとアトランタ・ブレーブス、2015年はボルチモア・オリオールズの傘下マイナー球団でプレーしたが、メジャーに昇格することはなかった。
2016年は4月27日にオリオールズを自由契約となり、5月に独立リーグ・アトランティックリーグのランカスター・バーンストーマーズと契約した。8月26日にアリゾナ・ダイヤモンドバックスとマイナー契約を結んだ。オフの11月7日にFAとなった。この年のオフにドミニカのウィンターリーグ（LIDOM）でプレーしたのを最後に現役を引退した。

### 現役引退後
2019年1月よりニューハンプシャー州にあるニューイングランド大学のヘッドコーチを務めている。

## プレースタイル・人物
最速93mph（約150km/h）の速球（ツーシーム、フォーシーム）とスライダー、カーブ、チェンジアップを投げ分ける。球速に欠けるため、ツーシーム主体のコントロールと緩急で打者を打ち取る投球を持ち味としているが、マイナーでの通算奪三振率7.3と奪三振も多く、また与四球率が2.2、シーズン防御率が通算で3.31と安定感もあった。
大学時代には数学を専攻し、オフには高校の数学教師を務める。

## 詳細情報

### 年度別投手成績
| 年 度     | 球 団        | 登 板 | 先 発 | 完 投 | 完 封 | 無 四 球 | 勝 利 | 敗 戦 | セ 丨 ブ | ホ 丨 ル ド | 勝 率 | 打 者 | 投 球 回 | 被 安 打 | 被 本 塁 打 | 与 四 球 | 敬 遠 | 与 死 球 | 奪 三 振 | 暴 投 | ボ 丨 ク | 失 点 | 自 責 点 | 防 御 率 | W H I P |
| --------- | ------------ | ----- | ----- | ----- | ----- | -------- | ----- | ----- | -------- | ----------- | ----- | ----- | -------- | -------- | ----------- | -------- | ----- | -------- | -------- | ----- | -------- | ----- | -------- | -------- | ------- |
| 2012      | ソフトバンク | 3     | 3     | 0     | 0     | 0        | 1     | 1     | 0        | 0           | .500  | 60    | 12.2     | 14       | 1           | 9        | 0     | 1        | 7        | 1     | 0        | 7     | 5        | 3.55     | 1.89    |
| 通算：1年 | 通算：1年    | 3     | 3     | 0     | 0     | 0        | 1     | 1     | 0        | 0           | .500  | 60    | 12.2     | 14       | 1           | 9        | 0     | 1        | 7        | 1     | 0        | 7     | 5        | 3.55     | 1.89    |

### 背番号
- 31 （2012年）

### 記録
- 初登板・初先発・初勝利：2012年7月16日、対オリックス・バファローズ13回戦（福岡Yahoo! JAPANドーム）、5回4安打1失点5奪三振
- 初奪三振：同上、1回表に川端崇義から空振り三振